# Vrydagzynea tristriata
Vrydagzynea tristriata là một loài thực vật có hoa trong họ Lan. Loài này được Ridl. miêu tả khoa học đầu tiên năm 1896.